# دوري (إسفراين)
دوري (بالفارسية: دوری) هي قرية تقع في قسم روئين الريفي (مقاطعة إسفراين) في إيران. يقدر عدد سكانها بـ 32 نسمة بحسب إحصاء 2016.